# علی الحوسنی
علی الحوسنی (انگلیسی: Ali Al-Hosani؛ زادهٔ ۲۶ مهٔ ۱۹۸۸) بازیکن فوتبال اهل امارات متحده عربی است.